# Pier Antonio Poggi
Pier Antonio Poggi (Novara, 17 ottobre 1908 – Londra, 11 novembre 1940) è stato un militare e politico italiano.

## Biografia
Figlio di un costruttore edile si laurea a Milano in economia e commercio ed apre uno studio di commercialista a Novara. Socio dell'Aero club di Novara nel 1938 consegue il brevetto di pilota militare. Nel 1939 per un breve periodo è commissario federale di Udine del PNF e consigliere nazionale della Camera dei fasci e delle corporazioni .
Allo scoppio della seconda guerra mondiale si arruola volontario e viene inviato a Chièvres, dove viene destinato al bombardamento e assegnato prima al 7º Stormo Bombardamento di Lonate Pozzolo, e successivamente al 43º Stormo in qualità di Tenente Pilota sui Fiat B.R.20. Dopo alcune incursioni in Francia il suo stormo viene destinato al fronte della Manica (242ª Squadriglia del 99º Gruppo) nel Corpo Aereo Italiano. Partito nell'ambito dell'operazione Cinzano (bombardamento della base portuale di Harwich, sulla costa orientale dell’Inghilterra) viene abbattuto dalla contraerea nemica.